# Taphozous georgianus
Taphozous georgianus — є одним з видів мішкокрилих кажанів родини Emballonuridae.

## Поширення
Країни поширення: Австралія. Цей вид зустрічається в різних середовищах проживання, де є скелясті райони. лаштує сідала в ущелинах, печерах і подібних середовищах проживання поодинці або невеликими групами, однак, колонії до 100 тварин були зареєстровані. Самиці зазвичай народжують одне дитинча.

## Загрози та охорона
Здається, немає серйозних загроз для цього виду. Зустрічається в багатьох охоронних територіях.